# Городня (конструкция)

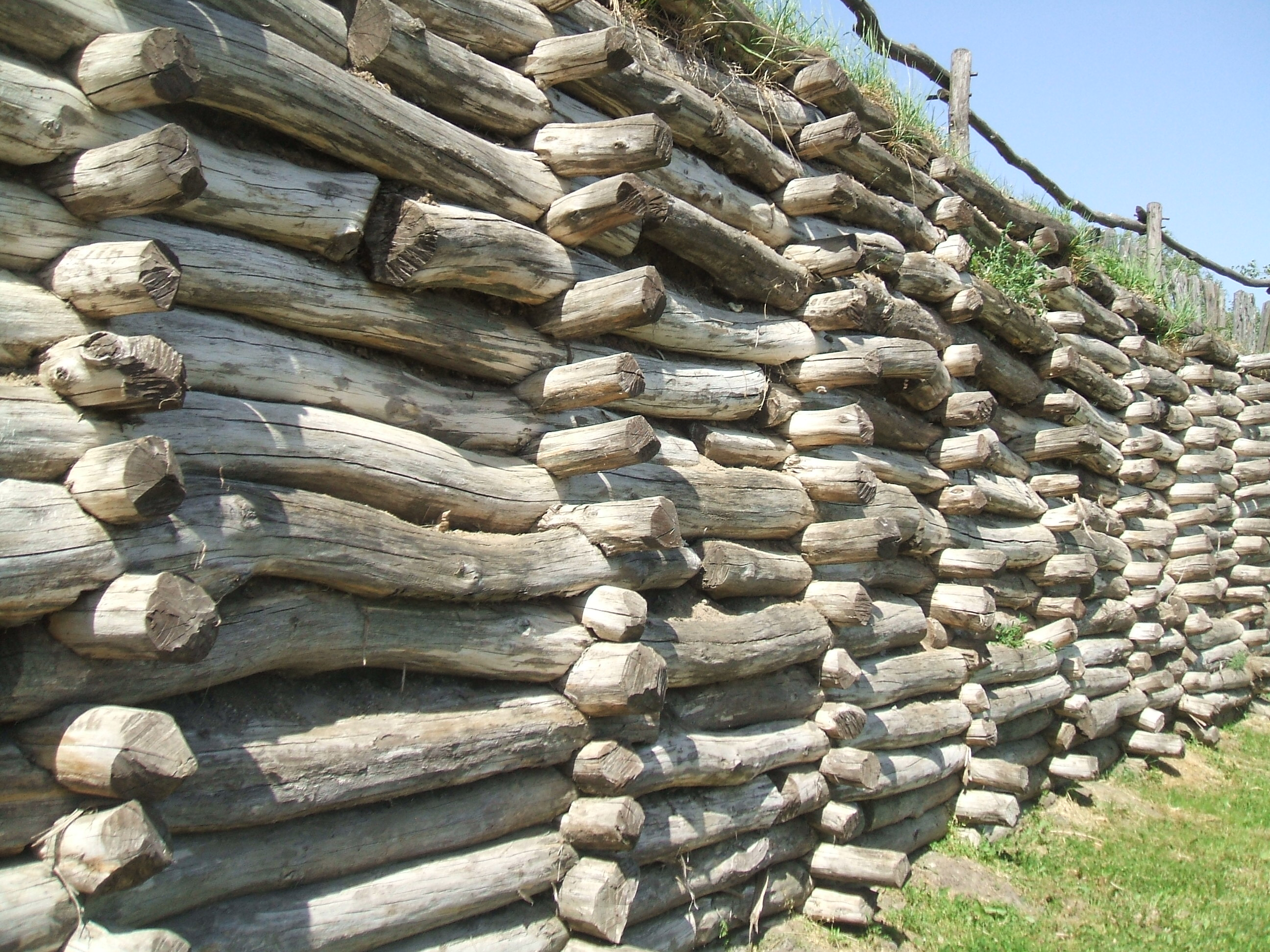
Оборонительная стена городища Бискупин.

Городня́ (также тараса) — срубы, насыпанные землею или каменьями, для ограды, укрепления, деревянно-земляная конструкция, часть фортификационного строения.
Городня, или тараса, обычно состояла из отдельного, замкнутого сруба, чаще всего наполненного грунтом. Иногда внутренний объём городни (тарасы) мог заниматься под помещения различного назначения.

Остатки стенных городен крепости Тумащ. Раскопки П. Раппопорта. 1950 год

Обычный элемент оборонительных сооружений на Руси в раннем Средневековье. Городнями (тарасами) соединялись между собой башни деревянных острогов (замков). На слабых, особенно насыпных, грунтах предпочтение в строительстве отдавали городням (тарасам), которые не были такими чувствительными к оседанию.
Городней также называли:
- Часть тына, забора, от столба до столба[1]
- Звено, прясло[1] деревянной стены.
- Сруб, расположенный под землей.
- Часть деревянного моста в виде быков, устоев под мостами, также сваи[1].
- Забор или заплот стойком[1].